# Ourika
Ourika è una città del Marocco, nella provincia di Al Haouz, nella regione di Marrakech-Safi.  La città è sita nel sud est del Paese, sulle montagne dell'Atlante.